# Cerodontha lapplandica
Cerodontha lapplandica este o specie de muște din genul Cerodontha, familia Agromyzidae. A fost descrisă pentru prima dată de Ryden în anul 1956. Conform Catalogue of Life specia Cerodontha lapplandica nu are subspecii cunoscute.